# Кочубиевский, Борис Львович
Борис Львович Кочубиевский (после переезда в Израиль: Барух Аши; ивр. ברוך אשי‎) (род. 1936 год) — советский инженер и диссидент, репрессированный за открытое выражение сионистских взглядов в 1968 году. После отбытия трёх лет заключения эмигрировал в Израиль. Его открытое письмо «Почему я сионист?» получило широкую известность среди советских евреев.

## Биография
Родился в 1936 году в СССР в еврейской семье. Его отец был майором Красной армии, с матерью они развелись. Отец служил в должности заместителя командира полка и погиб в начале Великой Отечественной войны, предположительно расстрелян в Бабьем Яру. Бабушка и дедушка были убиты украинскими националистами.
Сам Кочубиевский оказался в детском доме. Окончил вечернюю школу с медалью. Высшее образование получил в Киевском политехническом институте, работал старшим инженером на киевском заводе «Радиоприбор».

### Сионистская деятельность в СССР
В июне 1967 года прошла Шестидневная арабо-израильская война, по итогам которой Израиль одержал полную победу над арабскими армиями. На советских предприятиях и в организациях проводились собрания, на которых требовалось единодушное осуждение «агрессивной политики» Израиля. На собрании на своём заводе Кочубиевский заявил:

Я не согласен и хочу, чтобы это было записано в протокол. Израиль не был агрессором. Эта война была его защитой от полного физического уничтожения.

Руководство завода немедленно предложило ему уволиться «по собственному желанию», но Кочубиевский отказался это делать и уволился только в мае 1968 года.
В июне 1968 года Борис женился на студентке IV курса педагогического института. Его жену звали Лариса, и она была русской. В августе 1968 года Кочубиевский подал заявление на выезд в Израиль, такое же заявление подала его жена. Им было отказано в выезде. После этого от Ларисы отреклись её родители (отец — полковник КГБ, мать — учительница), её исключили из института и из комсомола.
29 сентября в годовщину расстрела евреев в Бабьем Яре в Киеве Кочубиевский пришёл на митинг памяти жертв нацизма, где выступил после окончания официальных мероприятий. Он обратился с призывом к евреям прийти в Бабий Яр 1 октября в канун Судного дня. Кочубиевский заявил:

Я являюсь сионистом по убеждению и поэтому добиваюсь выезда к себе на родину в Израиль, но мне в этом препятствуют. Такие действия властей я считаю незаконными, нарушающими права человека.

Выступавшего с речью на официальном митинге бывшего узника Сырецкого концлагеря Владимира Давыдова Кочубиевский упрекнул в том, что Давыдов читал не им написанную речь и даже не упомянул евреев, расстрелянных в Бабьем Яре.
Как пишет в воспоминаниях Эммануил Диамант, летом 1968 года с Кочубиевским общался один из киевских сионистов Анатолий Геренрот, предлагая взаимодействие и сотрудничество. Кочубиевский отказался, поскольку, по мнению Диаманта, он не хотел «подставляться» под «групповую» уголовную статью.
28 ноября сотрудники КГБ провели в квартире у Кочубиевского обыск и взяли подписку о невыезде. В тот же день он отправил первому секретарю ЦК КПСС Леониду Брежневу открытое письмо, впоследствии ставшее широко известным под названием «Почему я сионист?». В тексте, среди прочего, он написал:

Пока я жив, пока я способен чувствовать, я буду делать всё, что в моих силах, чтобы уехать в Израиль. И если Вы сочтёте нужным посадить меня в тюрьму, это ничего не изменит. Если я доживу до своего освобождения, я всё равно, хоть пешком, буду готов направиться на родину моих предков
Кочубиевский был арестован 7 декабря 1968 года. Суд над Кочубиевским проходил в том же здании, где в начале XX века по ложному обвинению в ритуальном убийстве судили Менахема Бейлиса. Особое внимание прокурор Сурков уделил выступлению Кочубиевского на митинге в Бабьем Яру. Слова, что жертвы Бабьего Яра являются жертвами геноцида и что «здесь лежит часть еврейского народа» прокурор назвал «сионистской, буржуазно-националистической пропагандой».
16 мая 1969 года Кочубиевский был осуждён Киевским областным судом по статье 187-1 УК УССР «Изготовление и распространение произведений, содержащих заведомо ложные измышления, порочащие государственный и общественный советский строй». Кочубиевский был приговорён к 3 годам заключения в исправительно-трудовой колонии. Был первым осуждённым в Советском Союзе за сионистскую деятельность после Шестидневной войны. Наказание отбывал в учреждении ЯЭ 308/26, Жёлтые Воды, Украинская ССР.
Пока Кочубиевский находился в колонии, в его защиту была организована широкая международная кампания солидарности. Эту кампанию провела американская организация «Студенты в борьбе за советских евреев» во главе с Джейкобом Бирнбаумом. Кочубиевский стал всемирно известным узником Сиона.

### В Израиле
После освобождения из колонии Кочубиевскому разрешили выезд в Израиль, и он эмигрировал в конце 1971 года, но не взял с собой жену. Его дочь также осталась в СССР и в дальнейшем умерла от лейкоза, который стал последствием Чернобыльской аварии. В Израиле Кочубиевский сменил имя на Барух Аши. Работал на заводе Tadiran, в 2005 году уже был на пенсии.
Важную роль Кочубиевского в сионистском движении советских евреев отметил премьер-министр Израиля Эхуд Ольмерт в речи 5 декабря 2007 года, посвящённой сорокалетию с начала борьбы евреев СССР за право репатриации в Израиль.
В 2023 году вместе с рядом других бывших узников Сиона подписал петицию в поддержку юридической реформы, инициированной правительством Израиля для ограничения полномочий Верховного суда.